# Onus probandi
L'onus probandi és un concepte del dret processal que assenyala qui està obligat a provar un dret o una infracció davant dels tribunals. És una locució llatina que significa «càrrega de la prova». La càrrega de la prova es regeix pel principi «el que és normal es presumeix, el que és anormal es prova». Per tant, qui invoca quelcom que trenca l'estat de normalitat, ha de provar-ho segons el principi affirmanti incumbit probatio («a qui afirma, incumbeix la prova») que prové del dret romà.

## Aplicacions de l'onus probandi
L'onus probandi es manifesta en diverses branques del dret:
- En dret civil: es manifesta principalment en la prova de l'existència d'una obligació, que correspon al creditor. La prova de l'extinció de l'obligació correspon al deutor.[4]
- En dret tributari: la càrrega de la prova recau exclusivament en el contribuent, ell és qui ha de provar davant del fisc que no deu cap mena de tribut.
- En dret penal: l'onus probandi és la base de la presumpció d'innocència de qualsevol sistema jurídic que respecti els drets humans. Significa que per a tota persona es presumeix la seva innocència fins que es demostri la seva culpabilitat. És una presumpció que admet en prova del contrari, però en la qual el que és rellevant és que qui acusa és qui ha de demostrar l'acusació, és a dir, l'acusat no ha de demostrar la seva innocència, ja que d'ella es parteix.
- En dret laboral: en els casos d'acomiadament, la càrrega de la prova recau sobre el treballador, què ha de provar que les causes de l'acomiadament lesionen els seus drets; i també en l'ocupador, que ha d'acreditar que les causes de l'acomiadament van ser justes.
- En dret processal: es parla del fet que qui té la titularitat de la càrrega de la prova és la part que persegueix els efectes jurídics en funció dels fets que sustenten la seva pretensió (Teoria de Michelli - Teoria de la càrrega de la prova segons l'efecte jurídic perseguit per les parts), així mateix aquests pressupòsits han d'estar previstos en la norma amb la finalitat de què siguin d'aplicació en el procés mateix; en cas contrari, la mateixa no se li aplicarà quedant sense validesa la seva prestensió o defensa (Teoria de Rosemberg - Teoría Normativa).

## Determinació de la càrrega de la prova
Segons Percy Chocano Núñez, la càrrega de la prova, no pot ser predeterminada per la llei, sinó que la seva distribució s'ha de basar en el principi ontològic i el principi lògic.
El principi ontològic determina la càrrega de la prova sobre la naturalesa de les coses, de tal manera que es presumeixen determinats fets sobre la base de les qualitats que generalment tenen les persones, coses o fenòmens, i en conseqüència ha de provar-se el contrari. Per exemple, si es presumeix la innocència de les persones és perquè aquestes generalment no cometen delictes i, en conseqüència, l'extraordinari seria que els cometessin. L'extraordinari és el que s'ha de provar enfront de l'ordinari, que és el que es presumeix.
El principi lògic considera que és més fàcil provar les afirmacions positives que les afirmacions negatives, de tal manera que qui fa una afirmació positiva ha de provar-la enfront de qui fa una afirmació negativa (proposar el contrari és el que es denomina prova inquisitorial o prova diabòlica). Finalment, Chocano Núñez considera que, si hi ha una contradicció entre el principi ontològic i el principi lògic, ha de preferir-se el primer.